# Großer Preis von Monaco 2017
Der Große Preis von Monaco 2017 (offiziell Formula 1 Grand Prix de Monaco 2017) fand am 28. Mai auf dem Circuit de Monaco in Monte-Carlo statt und war das sechste Rennen der Formel-1-Weltmeisterschaft 2017.

## Bericht

### Hintergründe
Nach dem Großen Preis von Spanien führte Sebastian Vettel in der Fahrerwertung mit sechs Punkten vor Lewis Hamilton und mit 41 Punkten vor Valtteri Bottas. In der Konstrukteurswertung führte Mercedes mit acht Punkten vor Ferrari und mit 89 Punkten vor Red Bull.
Beim Großen Preis von Monaco stellte Pirelli den Fahrern die Reifenmischungen P Zero Soft (gelb), P Zero Supersoft (rot), P Zero Ultrasoft (violett) sowie für Nässe Cinturato Intermediates (grün) und Cinturato Full-Wets (blau) zur Verfügung.
Im Gegensatz zu den anderen Rennstrecken im Rennkalender gab es in Monaco nur eine DRS-Zone, die sich auf der Start-Ziel-Geraden befand und im Vergleich zum Vorjahr unverändert blieb. Sie begann 18 Meter nach der letzten Kurve, der Messpunkt befand sich 80 Meter hinter der Piscine.
Vor dem Rennwochenende gab es einen Fahrerwechsel: Fernando Alonso bestritt das Rennen wegen der Teilnahme am Indianapolis 500 nicht. Für ihn fuhr Jenson Button bei McLaren-Honda, es war sein erstes Rennen seit dem Großen Preis von Abu Dhabi 2016.
Jolyon Palmer (sieben), Vettel, Pascal Wehrlein (jeweils sechs), Daniil Kwjat (fünf), Nico Hülkenberg, Esteban Ocon (jeweils vier), Romain Grosjean, Kevin Magnussen, Sergio Pérez, Carlos Sainz jr., Stoffel Vandoorne (jeweils drei), Bottas, Marcus Ericsson, Hamilton, Felipe Massa, Kimi Räikkönen, (jeweils zwei) und Max Verstappen (einer) gingen mit Strafpunkten ins Rennwochenende.
Mit Hamilton (zweimal), Räikkönen, Button und Vettel (jeweils einmal) traten vier ehemalige Sieger zu diesem Grand Prix an.
Rennkommissare waren José Abed (MEX), Eric Barrabino (MCO), Tim Mayer (USA), Derek Warwick (GBR).

### Training
Im ersten freien Training fuhr Hamilton in 1:13,425 Minuten die Bestzeit vor Vettel und Verstappen.
Im zweiten freien Training war Vettel in 1:12,720 Minuten Schnellster vor Daniel Ricciardo und Räikkönen. Das Training wurde nach einem Unfall von Lance Stroll unterbrochen.
Auch im dritten freien Training fuhr Vettel in 1:12,395 Minuten die Bestzeit vor Räikkönen und Bottas. Ocon schlug wenige Minuten vor dem Ende des Trainings nach einem Fahrfehler in die Streckenbegrenzung ein, für ihn war das Training somit beendet.

### Qualifying
Das Qualifying bestand aus drei Teilen mit einer Nettolaufzeit von 45 Minuten. Im ersten Qualifying-Segment (Q1) hatten die Fahrer 18 Minuten Zeit, um sich für das Rennen zu qualifizieren. Alle Fahrer, die im ersten Abschnitt eine Zeit erzielten, die maximal 107 Prozent der schnellsten Rundenzeit betrug, qualifizierten sich für den Grand Prix. Die besten 15 Fahrer erreichten den nächsten Teil. Verstappen war Schnellster. Die Sauber-Piloten, Stroll, Palmer und Ocon, der nach seinem Unfall im dritten freien Training erst kurz vor dem Ende des Segmentes in das Qualifying eingreifen konnte, schieden aus.
Der zweite Abschnitt (Q2) dauerte 15 Minuten. Die schnellsten zehn Piloten qualifizierten sich für den dritten Teil des Qualifyings. Räikkönen war Schnellster. Vandoorne schlug wenige Sekunden vor dem Ende des Abschnitts in die Streckenbegrenzung ein, für die anderen Fahrer war somit keine Verbesserung mehr möglich. Massa, Hamilton, Magnussen, Hülkenberg und Kwjat schieden aus.
Der finale Abschnitt (Q3) ging über eine Zeit von zwölf Minuten, in denen die ersten zehn Startpositionen vergeben wurden. Räikkönen fuhr mit einer Rundenzeit von 1:12,178 Minuten die Bestzeit vor Vettel und Bottas. Es war die 17. Pole-Position für Räikkönen in der Formel-1-Weltmeisterschaft und die erste seit dem Großen Preis von Frankreich 2008.
Button, der für das Rennen nicht nur Alonsos Fahrzeug, sondern auch die Anzahl der bislang verwendeten Motorkomponenten übernahm, wurde nach dem Qualifying für die Verwendung der fünften MGU-H und des fünften Turboladers in dieser Saison um fünfzehn Startplätze nach hinten versetzt. Da zudem der Unterboden gewechselt wurde, musste Button aus der Boxengasse starten. Vandoorne wurde wegen des Verursachens einer Kollision beim Großen Preis von Spanien um drei Startplätze nach hinten versetzt. Ericsson wurde wegen eines Getriebewechsels um fünf Plätze nach hinten versetzt.

### Rennen
Beim Start blieb die Reihenfolge weitgehend unverändert. Bereits am Ende der ersten Runde fuhren Wehrlein und Button zum Reifenwechsel an die Box. Wehrlein wurde dabei unmittelbar vor Button wieder in die Fast Lane geschickt, so dass Button abbremsen musste, um eine Kollision zu vermeiden. Wehrlein erhielt deshalb eine Fünf-Sekunden-Zeitstrafe.
Räikkönen führte derweil vor Vettel, Bottas, Verstappen, Ricciardo, Sainz jr., Pérez, Grosjean, Magnussen und Hülkenberg. Das Feld zog sich relativ schnell auseinander, so dass die Fahrer in der Spitzengruppe nicht in unmittelbarer Schlagdistanz zueinander lagen.
In der 16. Runde fiel Hülkenberg mit Getriebeschaden aus. In der gleichen Runde wechselte Pérez die Reifen, gleichzeitig wurde auch sein Frontflügel getauscht, den er in der ersten Runde beschädigt hatte.
In Runde 27 lief Räikkönen auf die zur Überrundung anstehenden Button und Wehrlein auf. Dies nutzten Vettel und Bottas, um den Rückstand deutlich zu verringern.
Als erster Fahrer der Spitzengruppe wechselte Verstappen in Runde 32 auf Supersoft, Bottas wechselte eine Runde später ebenfalls auf Supersoft und blieb vor Verstappen. Eine weitere Runde später kam Räikkönen an die Box, auch er wechselte auf Supersoft. In den Runden 34 bis 36 fuhr Ricciardo die bis dahin schnellsten Runden des Rennens, er wechselte in Runde 38 auf Supersoft und blieb vor Bottas und Verstappen.
Auch Vettel fuhr nun deutlich schneller als zuvor, in Runde 37 erzielte er die bis dahin schnellste Rennrunde. Nach seinem Boxenstopp in Runde 39 kam er vor Räikkönen auf die Strecke zurück.
Ocon erlitt in Runde 39 einen Reifenschaden und musste zum erneuten Reifenwechsel an die Box fahren. Die Ursache für den Reifenschaden war der Asphalt in der Sainte Devote, der sich bei der hohen Streckentemperatur von bis zu 55° Celsius und der Belastung durch die Fahrzeuge ablöste. Als letzter Fahrer wechselte Hamilton in Runde 47 auf Supersoft, er lag nach seinem Boxenstopp auf dem siebten Platz.
In Runde 60 kollidierte Button in der Portier bei einem Überholversuch mit Wehrlein. Wehrleins Sauber wurde durch die Berührung des rechten Hinterrades mit Buttons linkem Vorderrad ausgehebelt und schlug seitlich, mit der Motorabdeckung voran, in die dort stehende TecPro-Barriere ein. Wehrlein konnte den nun hochkant stehenden Wagen weder bewegen noch verlassen, die Rennleitung schickte umgehend das Safety-Car auf die Strecke. Daraufhin gelang es den Sportwarten, Wehrleins Fahrzeug zurück auf die Räder zu stellen, so dass Wehrlein aussteigen konnte. Bei der Kollision brach zudem Buttons Radaufhängung, er stellte das Fahrzeug in der Auslaufzone der Nouvelle Chicane ab. Button erhielt für das Verursachen dieser Kollision eine Startplatzstrafe in Höhe von drei Plätzen für sein nächstes Rennen in der Saison sowie zwei Strafpunkte.
Verstappen, Ocon, Massa und Pérez nutzten die Safety-Car-Phase zum erneuten Reifenwechsel. In Runde 65 prallte Ericsson, obwohl das Safety-Car noch auf der Strecke war, in der Sainte Devote in die Streckenbegrenzung, er schied somit aus.
Am Ende von Runde 66 wurde das Rennen erneut freigegeben. Pérez überholte dabei in Sainte Devote Vandoorne, der in die Streckenbegrenzung prallte und ausschied. Zuvor hatte bereits Ricciardo dort die Streckenbegrenzung berührt, er fuhr jedoch weiter und musste sich in der Folge gegen Bottas verteidigen, der jedoch nicht vorbeikam.
In Runde 72 griff Pérez in der Rascasse Kwjat an, dabei kollidierten die Fahrzeuge. Beide fuhren zunächst weiter, aber Kwjat stellte eine Runde später seinen Toro Rosso ab und schied aus. Pérez erlitt einen Reifenschaden und musste an die Box fahren, zudem erhielt er eine Zehn-Sekunden-Zeitstrafe sowie zwei Strafpunkte.
Vettel gewann schlussendlich das Rennen vor Räikkönen und Ricciardo. Es war der 45. Sieg von Vettel in der Formel-1-Weltmeisterschaft und der erste Doppelsieg für Ferrari seit dem Großen Preis von Deutschland 2010. Zudem stand zum ersten Mal seit dem Großen Preis von Spanien 2016 kein Mercedes-Fahrer auf dem Podium. Die restlichen Punkteplatzierungen belegten Bottas, Verstappen, Sainz jr., Hamilton, Grosjean, Massa und Magnussen. Somit blieb Force India zum ersten Mal in der Saison 2017 punktelos, nachdem beide Fahrer in den ersten fünf Saisonrennen immer Punkte erzielt hatten.
In der Fahrerwertung blieben die ersten drei Plätze unverändert, in der Konstrukteurswertung übernahm Ferrari die Führung vor Mercedes und Red Bull.

## Meldeliste
| Team                          | Nr. | Fahrer            | Chassis                   | Motor                         | Reifen |
| ----------------------------- | --- | ----------------- | ------------------------- | ----------------------------- | ------ |
| Mercedes AMG Petronas F1 Team | 44  | Lewis Hamilton    | Mercedes F1 W08 EQ Power+ | Mercedes-AMG F1 M08 EQ Power+ | P      |
| Mercedes AMG Petronas F1 Team | 77  | Valtteri Bottas   | Mercedes F1 W08 EQ Power+ | Mercedes-AMG F1 M08 EQ Power+ | P      |
| Red Bull Racing               | 03  | Daniel Ricciardo  | Red Bull RB13             | TAG Heuer                     | P      |
| Red Bull Racing               | 33  | Max Verstappen    | Red Bull RB13             | TAG Heuer                     | P      |
| Scuderia Ferrari              | 05  | Sebastian Vettel  | Ferrari SF70H             | Ferrari 062                   | P      |
| Scuderia Ferrari              | 07  | Kimi Räikkönen    | Ferrari SF70H             | Ferrari 062                   | P      |
| Sahara Force India F1 Team    | 11  | Sergio Pérez      | Force India VJM10         | Mercedes-AMG F1 M08 EQ Power+ | P      |
| Sahara Force India F1 Team    | 31  | Esteban Ocon      | Force India VJM10         | Mercedes-AMG F1 M08 EQ Power+ | P      |
| Williams Martini Racing       | 19  | Felipe Massa      | Williams FW40             | Mercedes-AMG F1 M08 EQ Power+ | P      |
| Williams Martini Racing       | 18  | Lance Stroll      | Williams FW40             | Mercedes-AMG F1 M08 EQ Power+ | P      |
| McLaren Honda                 | 22  | Jenson Button     | McLaren MCL32             | Honda RA617H                  | P      |
| McLaren Honda                 | 02  | Stoffel Vandoorne | McLaren MCL32             | Honda RA617H                  | P      |
| Scuderia Toro Rosso           | 26  | Daniil Kwjat      | Toro Rosso STR12          | Renault R.E.17                | P      |
| Scuderia Toro Rosso           | 55  | Carlos Sainz jr.  | Toro Rosso STR12          | Renault R.E.17                | P      |
| Haas F1 Team                  | 08  | Romain Grosjean   | Haas VF-17                | Ferrari 062                   | P      |
| Haas F1 Team                  | 20  | Kevin Magnussen   | Haas VF-17                | Ferrari 062                   | P      |
| Renault Sport F1 Team         | 27  | Nico Hülkenberg   | Renault R.S.17            | Renault R.E.17                | P      |
| Renault Sport F1 Team         | 30  | Jolyon Palmer     | Renault R.S.17            | Renault R.E.17                | P      |
| Sauber F1 Team                | 09  | Marcus Ericsson   | Sauber C36                | Ferrari 061                   | P      |
| Sauber F1 Team                | 94  | Pascal Wehrlein   | Sauber C36                | Ferrari 061                   | P      |

## Klassifikationen

### Qualifying
| Pos.                                                                      | Fahrer            | Konstrukteur         | Q1       | Q2       | Q3         | Start |
| ------------------------------------------------------------------------- | ----------------- | -------------------- | -------- | -------- | ---------- | ----- |
| 01                                                                        | Kimi Räikkönen    | Ferrari              | 1:13,177 | 1:12,231 | 1:12,178   | 01    |
| 02                                                                        | Sebastian Vettel  | Ferrari              | 1:13,090 | 1:12,449 | 1:12,221   | 02    |
| 03                                                                        | Valtteri Bottas   | Mercedes             | 1:13,325 | 1:12,901 | 1:12,223   | 03    |
| 04                                                                        | Max Verstappen    | Red Bull-TAG Heuer   | 1:13,078 | 1:12,697 | 1:12,496   | 04    |
| 05                                                                        | Daniel Ricciardo  | Red Bull-TAG Heuer   | 1:13,219 | 1:13,011 | 1:12,998   | 05    |
| 06                                                                        | Carlos Sainz jr.  | Toro Rosso-Renault   | 1:13,526 | 1:13,397 | 1:13,162   | 06    |
| 07                                                                        | Sergio Pérez      | Force India-Mercedes | 1:13,530 | 1:13,430 | 1:13,329   | 07    |
| 08                                                                        | Romain Grosjean   | Haas-Ferrari         | 1:13,786 | 1:13,203 | 1:13,349   | 08    |
| 09                                                                        | Jenson Button     | McLaren-Honda        | 1:13,723 | 1:13,453 | 1:13,613   | Box   |
| 10                                                                        | Stoffel Vandoorne | McLaren-Honda        | 1:13,476 | 1:13,249 | keine Zeit | 12    |
| 11                                                                        | Daniil Kwjat      | Toro Rosso-Renault   | 1:13,899 | 1:13,516 | –          | 09    |
| 12                                                                        | Nico Hülkenberg   | Renault              | 1:13,787 | 1:13,628 | –          | 10    |
| 13                                                                        | Kevin Magnussen   | Haas-Ferrari         | 1:13,531 | 1:13,959 | –          | 11    |
| 14                                                                        | Lewis Hamilton    | Mercedes             | 1:13,640 | 1:14,106 | –          | 13    |
| 15                                                                        | Felipe Massa      | Williams-Mercedes    | 1:13,796 | 1:20,529 | –          | 14    |
| 16                                                                        | Esteban Ocon      | Force India-Mercedes | 1:14,101 | –        | –          | 15    |
| 17                                                                        | Jolyon Palmer     | Renault              | 1:14,696 | –        | –          | 16    |
| 18                                                                        | Lance Stroll      | Williams-Mercedes    | 1:14,893 | –        | –          | 17    |
| 19                                                                        | Pascal Wehrlein   | Sauber-Ferrari       | 1:15,159 | –        | –          | 18    |
| 20                                                                        | Marcus Ericsson   | Sauber-Ferrari       | 1:15,276 | –        | –          | 19    |
| 107-Prozent-Zeit: 1:18,193 min (bezogen auf Q1-Bestzeit von 1:13,078 min) |                   |                      |          |          |            |       |

Anmerkungen
1. ↑  Button wurde wegen der Verwendung der fünften MGU-H und des fünften Turboladers in dieser Saison um fünfzehn Startplätze nach hinten versetzt.
2. ↑  Button musste wegen des Austauschs des Unterbodens unter Parc-fermé-Bedingungen aus der Boxengasse starten.
3. ↑  Vandoorne wurde wegen des Verursachens einer Kollision beim Großen Preis von Spanien um drei Startplätze nach hinten versetzt.
4. ↑  Ericsson wurde wegen eines Getriebewechsels um fünf Startplätze nach hinten versetzt.

### Rennen
| Pos. | Fahrer            | Konstrukteur         | Runden | Stopps | Zeit        | Start | Schnellste Runde |
| ---- | ----------------- | -------------------- | ------ | ------ | ----------- | ----- | ---------------- |
| 01   | Sebastian Vettel  | Ferrari              | 78     | 1      | 1:44:44,340 | 02    | 1:15,238 (38.)   |
| 02   | Kimi Räikkönen    | Ferrari              | 78     | 1      | + 3,145     | 01    | 1:15,527 (39.)   |
| 03   | Daniel Ricciardo  | Red Bull-TAG Heuer   | 78     | 1      | + 3,745     | 05    | 1:15,756 (51.)   |
| 04   | Valtteri Bottas   | Mercedes             | 78     | 1      | + 5,517     | 03    | 1:16,439 (22.)   |
| 05   | Max Verstappen    | Red Bull-TAG Heuer   | 78     | 2      | + 6,199     | 04    | 1:16,329 (56.)   |
| 06   | Carlos Sainz jr.  | Toro Rosso-Renault   | 78     | 1      | + 12,038    | 06    | 1:16,649 (39.)   |
| 07   | Lewis Hamilton    | Mercedes             | 78     | 1      | + 15,801    | 13    | 1:15,825 (54.)   |
| 08   | Romain Grosjean   | Haas-Ferrari         | 78     | 1      | + 18,150    | 08    | 1:17,095 (45.)   |
| 09   | Felipe Massa      | Williams-Mercedes    | 78     | 2      | + 19,445    | 14    | 1:16,543 (50.)   |
| 10   | Kevin Magnussen   | Haas-Ferrari         | 78     | 2      | + 21,443    | 11    | 1:16,313 (44.)   |
| 11   | Jolyon Palmer     | Renault              | 78     | 1      | + 22,737    | 16    | 1:16,614 (55.)   |
| 12   | Esteban Ocon      | Force India-Mercedes | 78     | 3      | + 23,725    | 15    | 1:16,482 (52.)   |
| 13   | Sergio Pérez      | Force India-Mercedes | 78     | 3      | + 39,089    | 07    | 1:14,820 (76.)   |
| 14   | Lance Stroll      | Williams-Mercedes    | 71     | 2      | DNF         | 17    | 1:16,075 (71.)   |
| 15   | Daniil Kwjat      | Toro Rosso-Renault   | 71     | 1      | DNF         | 09    | 1:16,539 (43.)   |
| –    | Stoffel Vandoorne | McLaren-Honda        | 66     | 1      | DNF         | 12    | 1:16,665 (45.)   |
| –    | Marcus Ericsson   | Sauber-Ferrari       | 63     | 1      | DNF         | 19    | 1:16,829 (39.)   |
| –    | Pascal Wehrlein   | Sauber-Ferrari       | 57     | 1      | DNF         | 18    | 1:18,034 (25.)   |
| –    | Jenson Button     | McLaren-Honda        | 57     | 2      | DNF         | 20    | 1:16,912 (47.)   |
| –    | Nico Hülkenberg   | Renault              | 15     | 0      | DNF         | 10    | 1:17,885 (13.)   |

Anmerkungen
1. ↑  Pérez erhielt eine Zehn-Sekunden-Zeitstrafe für das Verursachen einer Kollision mit Kwjat.

## WM-Stände nach dem Rennen
Die ersten zehn des Rennens bekamen 25, 18, 15, 12, 10, 8, 6, 4, 2 bzw. 1 Punkt(e).

### Fahrerwertung
| Pos. | Fahrer           | Konstrukteur         | Punkte |
| ---- | ---------------- | -------------------- | ------ |
| 01   | Sebastian Vettel | Ferrari              | 129    |
| 02   | Lewis Hamilton   | Mercedes             | 104    |
| 03   | Valtteri Bottas  | Mercedes             | 75     |
| 04   | Kimi Räikkönen   | Ferrari              | 67     |
| 05   | Daniel Ricciardo | Red Bull-TAG Heuer   | 52     |
| 06   | Max Verstappen   | Red Bull-TAG Heuer   | 45     |
| 07   | Sergio Pérez     | Force India-Mercedes | 34     |
| 08   | Carlos Sainz jr. | Toro Rosso-Renault   | 25     |
| 09   | Felipe Massa     | Williams-Mercedes    | 20     |
| 10   | Esteban Ocon     | Force India-Mercedes | 19     |
| 11   | Nico Hülkenberg  | Renault              | 14     |

| Pos. | Fahrer             | Konstrukteur       | Punkte |
| ---- | ------------------ | ------------------ | ------ |
| 12   | Romain Grosjean    | Haas-Ferrari       | 9      |
| 13   | Kevin Magnussen    | Haas-Ferrari       | 5      |
| 14   | Pascal Wehrlein    | Sauber-Ferrari     | 4      |
| 15   | Daniil Kwjat       | Toro Rosso-Renault | 4      |
| 16   | Jolyon Palmer      | Renault            | 0      |
| 17   | Lance Stroll       | Williams-Mercedes  | 0      |
| 18   | Marcus Ericsson    | Sauber-Ferrari     | 0      |
| 19   | Fernando Alonso    | McLaren-Honda      | 0      |
| 20   | Antonio Giovinazzi | Sauber-Ferrari     | 0      |
| 21   | Stoffel Vandoorne  | McLaren-Honda      | 0      |
| –    | Jenson Button      | McLaren-Honda      | 0      |

### Konstrukteurswertung
| Pos. | Konstrukteur         | Punkte |
| ---- | -------------------- | ------ |
| 1    | Ferrari              | 196    |
| 2    | Mercedes             | 179    |
| 3    | Red Bull-TAG Heuer   | 97     |
| 4    | Force India-Mercedes | 53     |
| 5    | Toro Rosso-Renault   | 29     |

| Pos. | Konstrukteur      | Punkte |
| ---- | ----------------- | ------ |
| 06   | Williams-Mercedes | 20     |
| 07   | Renault           | 14     |
| 08   | Haas-Ferrari      | 14     |
| 09   | Sauber-Ferrari    | 4      |
| 10   | McLaren-Honda     | 0      |